# Historia Suchej Górnej

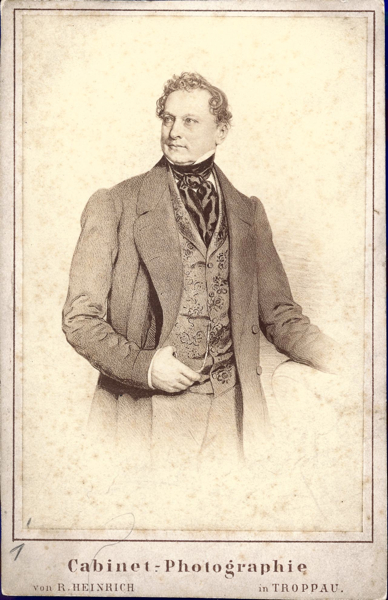
Henryk hrabia Larisch-Mönnich (1793–1859), przedstawiciel Larisch-Mönnichów, którzy zainicjowali przemysł w Suchej Górnej

Historia Suchej Górnej, górniczej wsi w centralnej części Śląska Cieszyńskiego, sięga końca XIII wieku. Miejscowość została prawdopodobnie założona przez polskich benedyktynów z Tyńca koło Krakowa. W 1471 trafiła w ręce Piastów cieszyńskich. Przez kolejne wieki należała do różnych właścicieli, przy czym inni władali częścią północną, a inni południową. Kluczowe dla dalszego rozwoju wsi było połączenie obu części w połowie XIX wieku, kiedy Sucha Górna dostała się we władanie przedsiębiorczych Larisch-Mönnichów. Ci w 1911 otworzyli kopalnię Franciszek, w której stopniowo zatrudnienie znalazła znaczna część górnosuszan. Podczas II wojny światowej życie straciło kilkudziesięciu mieszkańców wsi (niektórzy w tzw. tragedii żywocickiej); górnosuszanie angażowali się w krajowy i zagraniczny ruch oporu.
Po zakończeniu wojny ma miejsce ponowny rozkwit górnictwa. W 1975 wieś została przyłączona do nowo wybudowanego Hawierzowa, w 1990 doszło jednak do jej ponownego usamodzielnienia.
Historia miejscowości jest ściśle związana z okolicznymi dawnymi wsiami Sucha Średnia i Dolna, które są dziś częścią Hawierzowa. Zwłaszcza w XX wieku na rozwój wsi duży wpływ miało jej położenie geograficzne. Znajduje się ona bowiem w Zagłębiu Ostrawsko-Karwińskim, więc w ostatnim stuleciu zmieniła charakter z pierwotnego rolniczego na górniczy. Jako że Sucha Górna leży na Śląsku Cieszyński, dotyczył jej bezpośrednio długotrwały polsko-czechosłowacki spór o ten region.

## Początki

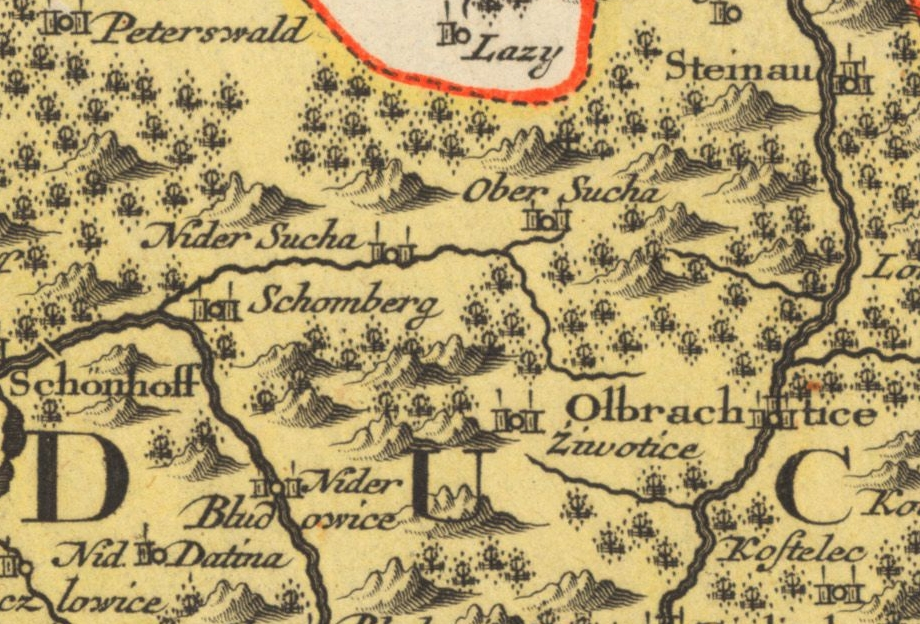
Fragment mapy Śląska Cieszyńskiego, Sucha Górna jest na mapie jako Ober Sucha (Matthäus Seutter, przełom XVIII i XIX wieku)

Miejscowość po raz pierwszy wzmiankowana została w łacińskim dokumencie Liber fundationis episcopatus Vratislaviensis (pol. Księga uposażeń biskupstwa wrocławskiego), spisanej za czasów biskupa Henryka z Wierzbna ok. 1305 w szeregu wsi zobowiązanych do płacenia dziesięciny biskupstwu we Wrocławiu, w postaci item in Sucha utraque. Zapis ten oznaczał, że istniały już dwie wsie o tej nazwie (utraque – obie, zapewne Dolna i Górna, w późniejszym okresie określana jako Sucha Superior, czyli „Wyższa” lub „Górna”), a brak określenia liczby łanów, z których będzie płacony podatek wskazywał, że wsie były w początkowej fazie powstawania (na tzw. surowym korzeniu), co wiąże się z przeprowadzaną pod koniec XIII wieku na terytorium późniejszego Górnego Śląska wielką akcją osadniczą. Wsie politycznie znajdowały się wówczas w granicach utworzonego w 1290 piastowskiego (polskiego) księstwa cieszyńskiego, będącego od 1327 lennem Królestwa Czech, a od 1526 roku w wyniku objęcia tronu czeskiego przez Habsburgów wraz z regionem aż do 1918 roku w monarchii Habsburgów (potocznie Austrii).
Etymologia nazwy wsi nie została dotąd wyjaśniona. Według tradycyjnego podania pochodzi od miejsca, gdzie stała sucha sosna, dlatego ludzie nazywali je „suchą polaną”. Kiedy sosna się przewróciła, ludzie tu osiedli, a założoną osadę nazwali „Sucha”. Niemniej to legenda, a prawdopodobnymi założycielami miejscowości są polscy mnisi z opactwa benedyktyńskiego w Tyńcu koło Krakowa (dziś dzielnica miasta), którzy przybyli tu na zaproszenie Mieszka I Plątonogiego.

## Najstarsze wieki
W 1471 wieś trafiła w ręce Piastów cieszyńskich. Stosunki majątkowe następnych wieków aż do XVIII wieku są dość skomplikowane, a każda z dwóch głównych części wsi (północna i południowa), które oddziela od siebie potok Suszanka, miała innych właścicieli. Częścią północną władał od 1573 Maksymilian Prockel i Harrasowski z Harrasowa, a w roku 1805 dobra te odkupił Jan de Mathe Larisch-Mönnich. Właścicielem części południowej był od 1536 Melchior Przyznar, potem należała ona m.in. do Wacława Beesa, Ruceckiego von Eyvann, Karola Saint Genois d'Anneaucourt, Schmidta von Eisenberg czy Antoniego Starzyńskiego. W 1825 Sucha Górna przypadła Henrykowi hrabiemu Larisch-Mönnich i w ten sposób obie części wsi dostają się we władanie przedsiębiorczych i materialnie zabezpieczonych Larisch-Mönnichów.

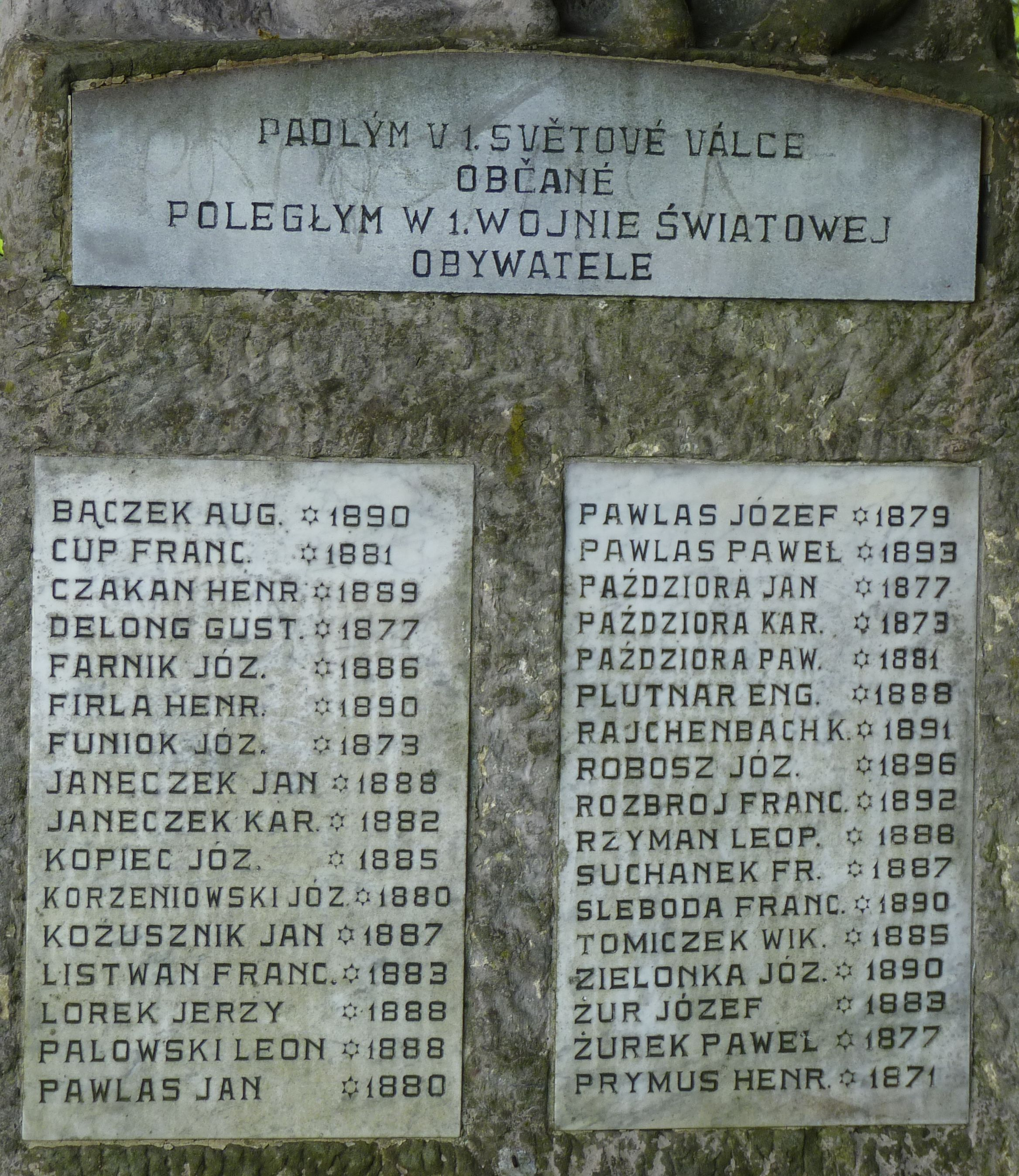
Nazwiska poległych w I wojnie światowej na pomniku znajdującym się na górnosuskim cmentarzu

Do tego czasu mieszkańcy wsi utrzymywali się głównie z rolnictwa, a w mniejszym stopniu też z rzemiosła. Przejście miejscowości pod rządy Larisch-Mönnichów oznaczało trwałą zmianę jej charakteru i źródeł utrzymania mieszkańców. Larisch-Mönnichowie bowiem zainicjowali produkcję przemysłową. Najwcześniej powstała tu w 1833 cukrownia, która była najnowocześniejszą tego typu placówką w całej środkowej Europie i w ogóle pierwszą wytwórnią cukru w austriackiej części Śląska. Wskutek różnych nieszczęść (od pożaru po kilkuletni nieurodzaj buraków cukrowych) w 1873 cukrownię przekształcono w gorzelnię, która istniała do końca II wojny światowej. W 1910 Henryk hr. Larisch-Mönnich postawił w Suchej Górnej cegielnię z warsztatem ceramicznym. Cegielnia działała do 1928, a ostatecznie została zlikwidowana dopiero w latach 70.

## Początek wydobycia węgla kamiennego
Kluczowym momentem dla dalszego rozwoju miejscowości był rok 1911, kiedy otwarto kopalnię węgla kamiennego Erzherzog Franzschacht („szyb arcyksięcia Franciszka” na cześć następcy tronu Franciszka Ferdynanda); później stała się ona znana jako kopalnia Franciszek. Już dwa lata później, w 1913, wydobyto z niej 13 000 ton węgla. W tym czasie w kopalni pracowało 214 osób. Wraz z odejściem górników na front na początku I wojny światowej wydobycie zostało poważnie ograniczone, a w momencie powstania Czechosłowacji na dole pracowało zaledwie 45 ludzi. Co więcej, kiedy w 1920 doszło do wybuchu metanu, działalność kopalni całkowicie zawieszono, a szyb zalano. Od 1921 jednak stopniowo wznawiano pracę i w 1922 wydobyto 30 000 ton. Liczba górników i ilość wydobytego węgla się stale zwiększały i w 1937 osiągnęły przedwojenne maksimum. W tym roku Franciszek zatrudniał około tysiąca osób, a wydobyto 400 000 ton.
Na obszar Suchej Górnej sięga też obszar górniczy szybów nr 1 i 3 karwińskiej kopalni Darków, która jednak znajduje się dalej od wsi i nie wpłynęła na nią tak, jak znajdująca się bezpośrednio na jej terenie kopalnia Franciszek. Wraz z rozpoczęciem działalności Franciszka można odnotować znaczący wzrost liczby ludności, który spowodował budowę nowych domów, założenie licznych organizacji i ogólnie rozkwit życia kulturalnego.
Spośród powstałych organizacji można wymienić np. Koło Umundurowanych Górników (1921) czy Towarzystwo Gimnastyczne Sokół, pierwsza w Suchej Górnej organizacja sportowa. W 1926 powstała pierwsza drużyna polskiego harcerstwa. W 1930 kościół rzymskokatolicki św. Józef przeszedł generalny remont; od tego czasu jego wygląd nie uległ zmianie. Oprócz kościoła katolickiego w miejscowości od 1919 działa zbór braterski.
Z drugiej strony rozpoczęcie wydobycia węgla oznaczało zależność mieszkańców Suchej Górnej od jednego pracodawcy. Na początku lat 30., kiedy wybuchł wielki kryzys, upadek finansowy w rejonie karwińskim dotknął przede wszystkim górników. Poziom ich życia w górnosuszańskich koloniach górniczych pogarszał się coraz bardziej, a kiedy zarząd Franciszka ogłosił plan zwolnień i jeszcze większych obniżek płac, górnicy 29 marca 1930 zaczęli strajkować. 30 marca 1930 zwołano spotkanie robotników w Domu Robotniczym, zostało ono jednak zakazane przez policję. Górnicy spotkali się więc w innym zaimprowizowanym miejscu, a mianowicie w lasku zwanym Chrost. Policja stopniowo rozpędziła około trzy tysiące zgromadzonych w lasku osób, najpierw wypychając tłum na drogę, a kiedy demonstranci zaczęli obrzucać funkcjonariuszy kamieniami i atakować ich z proc – używając broni palnej. W wyniku potyczek cztery osoby po obu stronach zostały ranne (dwie lekko, dwie ciężko), a jeden z górników zmarł wskutek odniesionych ran. 1 kwietnia górnicy wrócili do pracy.

## Między Polską a Czechosłowacją

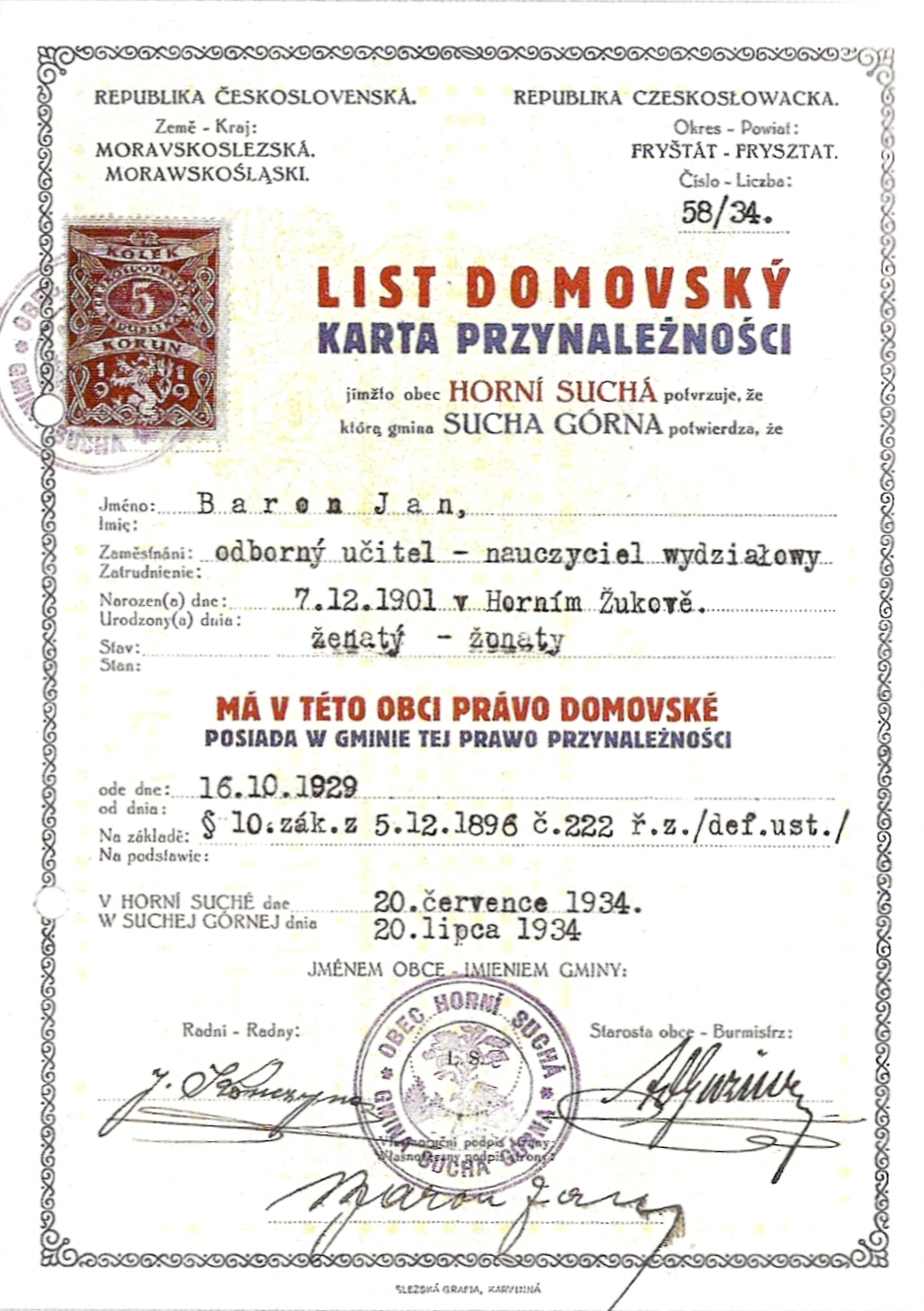
Karta przynależności nauczyciela z roku 1934

Wieś leży w przygranicznej części Śląska Cieszyńskiego, przez co od 1918 dotyczył jej długoletni polsko-czechosłowacki spór o ten region. Po I wojnie światowej zachodnia część ziemi cieszyńskiej z Suchą Górną przypadła Czechosłowacji, niemniej jednak przeważała tu ludność narodowości polskiej. To wywołało długotrwałe napięcia i tarcia wzmagane też tym, że polskie władze zgłaszały roszczenia wobec terenów czechosłowackiego Śląska Cieszyńskiego. Żądania te nabierały na intensywności w latach 30. i osiągnęły szczyt w 1938, kiedy władze Polski rozpoczęły kampanię propagandową na rzecz przyłączenia do tego państwa całego regionu cieszyńskiego. Jednocześnie Wojsko Polskie zaczęło szkolić polskich ochotników żyjących na czechosłowackim brzegu Olzy. 22 września 1938 ogłoszono powszechną mobilizację. Polska ludność przekraczała granicę, gdzie formowały się oddziały dywersyjne Legionu Zaolziańskiego, natomiast czescy mieszkańcy, w tym górnosuski oddział Straży Obrony Państwa, zajęli pozycje bojowe na granicach.
Już 23 września przyszedł z Warszawy rozkaz rozpoczęcia akcji dywersyjnych. Doszło co prawda do kilku strzelanin, jednak do ich większego rozwinięcia nie doszło. Powodem były ustępstwa rządu czechosłowackiego, które pod wpływem wydarzeń monachijskich przystała na żądania strony polskiej i odstąpiła znaczną część Śląska Cieszyńskiego, w tym Suchą Górną, Polsce. Oficjalne przejęcie miejscowości przez polskie organy miało miejsce 19 października. Polska ludność z radością przyjęła fakt zmiany przynależności państwowej. Przy okazji Święta Niepodległości do Cieszyna zawitała rządowa delegacja z prezydentem Ignacym Mościckim i premierem Felicjanem Sławojem Składkowskim, która odwiedziła też Suchą Górną, spotykając się z wójtem Alojzem Sznapką.
W okresie polskich rządów dochodziło do naruszania praw osób narodowości czeskiej. Obywatelstwo zostało przyznane jedynie Polakom lub osobom zamieszkałym długotrwale, przez co wielu deklarujących narodowość czeską opuściło wieś. Szacuje się, że ze wszystkich trzech Suchych (Górnej, Dolnej i Średniej) wyjechało około tysiąca osób; część miejscowych Czechów zadeklarowała narodowość polską. W sumie cały anektowany obszar opuściło aż 30 000 ludzi. Polacy często traktowali to jako odpłatę za dyskryminacyjne działania władz czechosłowackich przez cały okres międzywojenny i wysiedlenia Polaków w 1920 (kiedy różnymi środkami do opuszczenia swych domów zmuszonych zostało ok. 13 000 Polaków).
Polski zabór Śląska Cieszyńskiego nie trwał długo. Już kolejnego roku, 1 września 1939, w wyniku niemieckiej napaści na Polskę polskie jednostki i wielu Polaków uciekło na wschód, za dawną granicę. Polscy żołnierze zdołali jeszcze wysadzić w powietrze most kolejowy w Suchej Górnej, do żadnych poważniejszych starć jednak nie doszło. To samo można powiedzieć o całym okresie 1938–1939, kiedy wieś należała do Polski. Wprawdzie grupy Śląskiego Ruchu Oporu prowadziły różne akcje bojowe, ograniczały się one jednak do bliskiego sąsiedztwa granic; w Suchej żaden atak nie został odnotowany.

## II wojna światowa
Podczas okupacji niemieckiej Sucha Górna należała do rejencji katowickiej prowincji śląskiej (od 1941 górnośląskiej) III Rzeszy. Od 1 kwietnia 1941 Sucha Górna, Średnia i Dolna zostały zjednoczone w jedną administracyjną całość o nazwie Sucha (Suchau; jej centrum mieściło się w Suchej Średniej). Na jej czele stanął Leo Stachura. Zaraz po zajęciu miejscowości przez wojska niemieckie rozpoczęła się germanizacja poprzedzona rejestracją ludności. Według danych z grudnia 1939 w Suchej Górnej mieszkało 3584 osób, z czego: 168 Niemców, 243 Czechów, 1656 Polaków, 1770 Ślązaków i 17 osób innej narodowości. Wprowadzenie narodowości śląskiej umożliwiło, aby Polacy i Czesi nie musieli deklarować narodowości swojej lub niemieckiej. Zaraz potem jednak Ślązacy zostali umieszczeni na volksliście, będąc tym samym uznani za Niemców.

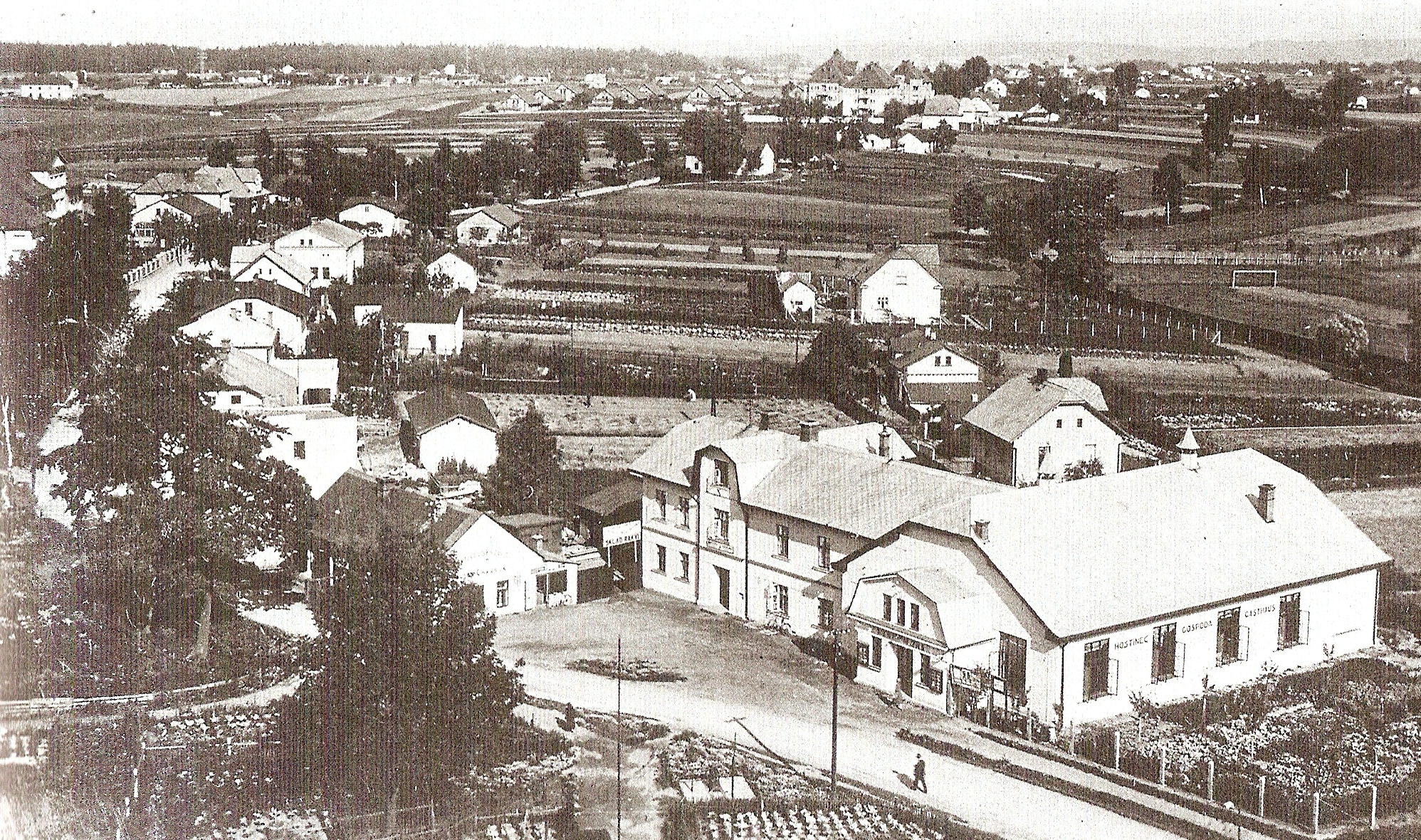
Sucha Górna w roku 1938

Pod groźbą utraty majątku i deportacji do obozów koncentracyjnych większość górnosuszan została zmuszona do podpisania volkslisty. Ci, którzy ją podpisali, nie byli narażeni na tak ostre prześladowania jak ci, którzy podpisu odmówili, musieli za to odbyć służbę w Wehrmachcie. Tuż przed wyjazdem na front wielu deklarowało narodowość polską lub czeską – uniknęli walki, ale trafiali często do obozów pracy czy koncentracyjnych.
Podczas okupacji polscy mieszkańcy Śląska Cieszyńskiego cierpieli większe prześladowania, niż czescy. Dostawali mniejsze pensje i mniejsze przydziały żywności, ubrań itp. Niektóre górnosuszańskie rodziny zostały wysiedlone, a na ich miejsce przyszli niemieccy osadnicy z Bukowiny i Besarabii. Ponad 70% mieszkańców Suchej pracowało w czasie wojny w przemyśle. Kopalnia Franciszek notowała nadzwyczajne wyniki wydobycia – w 1943 było to 700 000 ton. Wynik ten kosztował życie wiele osób, zwłaszcza przymusowo zatrudnionych na kopalni jeńców radzieckich. We Franciszku pracowało ich niemal 400, z tego co najmniej 42 zginęło; są pochowani w Suchej Średniej.

### Ruch oporu
Obywatele Suchej Górnej brali aktywny udział w polskim ruchu oporu. Angażowali się w działalność takich organizacji podziemnych, jak Polska Partia Socjalistyczna (PPS) czy Armia Krajowa (wraz z jej poprzednikiem – Związkiem Walki Zbrojnej). Swoje komórki miała tu sieć wywiadowcza PPS August czy należąca do ZWZ-AK sieć Stragan.
Górnosuszanie uczestniczyli również w zagranicznym podziemiu; Stowarzyszenie Polskich Kombatantów (SPK) ma w swoich szeregach 29 członków z Suchej Górnej. Walczyli na wielu frontach, zwłaszcza we Włoszech. Według niepełnych spisów w czasie wojny zginęło 67 mieszkańców wsi; niektórzy polegli na froncie, inni byli zamordowani w więzieniach Gestapo, najwięcej jednak straciło życie w obozach koncentracyjnych.
Z punktu widzenia statystyki najgorszy był rok 1944. Oddział partyzancki Kamińskiego napadł na osadnika z Bukowiny, który podczas strzelaniny stracił życie. W odwecie Gestapo aresztowało 26 górnosuszan, którzy zostali potem wysłani do obozów koncentracyjnych (wróciło trzynastu). 18 lipca 1944 w ramach ostrzeżenia na rynku powieszono pięciu członków polskiego ruchu oporu, którzy zostali przywiezieni z Auschwitz. W czasie akcji odwetowej za atak partyzantów na funkcjonariuszy Gestapo, znanej jako tragedia żywocicka, zamordowano pięciu przypadkowych mieszkańców Suchej Górnej. Do kolejnych masowych egzekucji doszło 20 lutego 1945, kiedy przed kopalnią Franciszek zastrzelono czterech górników podejrzanych o współpracę z partyzantką (trzech było z Suchej).
Sucha Górna została wyzwolona przez Armię Czerwoną 3 maja 1945. Podczas walk o wieś poległo trzech żołnierzy sowieckich. Nadzwyczajne sądy ludowe działające tuż po wyzwoleniu skazały na śmierć za kolaborację z Niemcami piętnastu górnosuszan.

## Rozwój powojenny
Po zakończeniu wojny życie we wsi tylko zdawało się wracać do normalności. W wyniku rabunkowej polityki wydobywczej prowadzonej przez nazistów niektóre części Suchej zaczęły się zapadać. W końcu wskutek fedrowania zupełnie zniknęły z powierzchni ziemi dwa północne przysiółki – Podlesie i Pasieki. Ich mieszkańcom na przełomie lat 40. i 50. zaoferowano mieszkania w Hawierzowie i w nowych koloniach domków fińskich. W 1947 założono lokalny oddział Polskiego Związku Kulturalno-Oświatowego i Stowarzyszenia Młodzieży Polskiej.

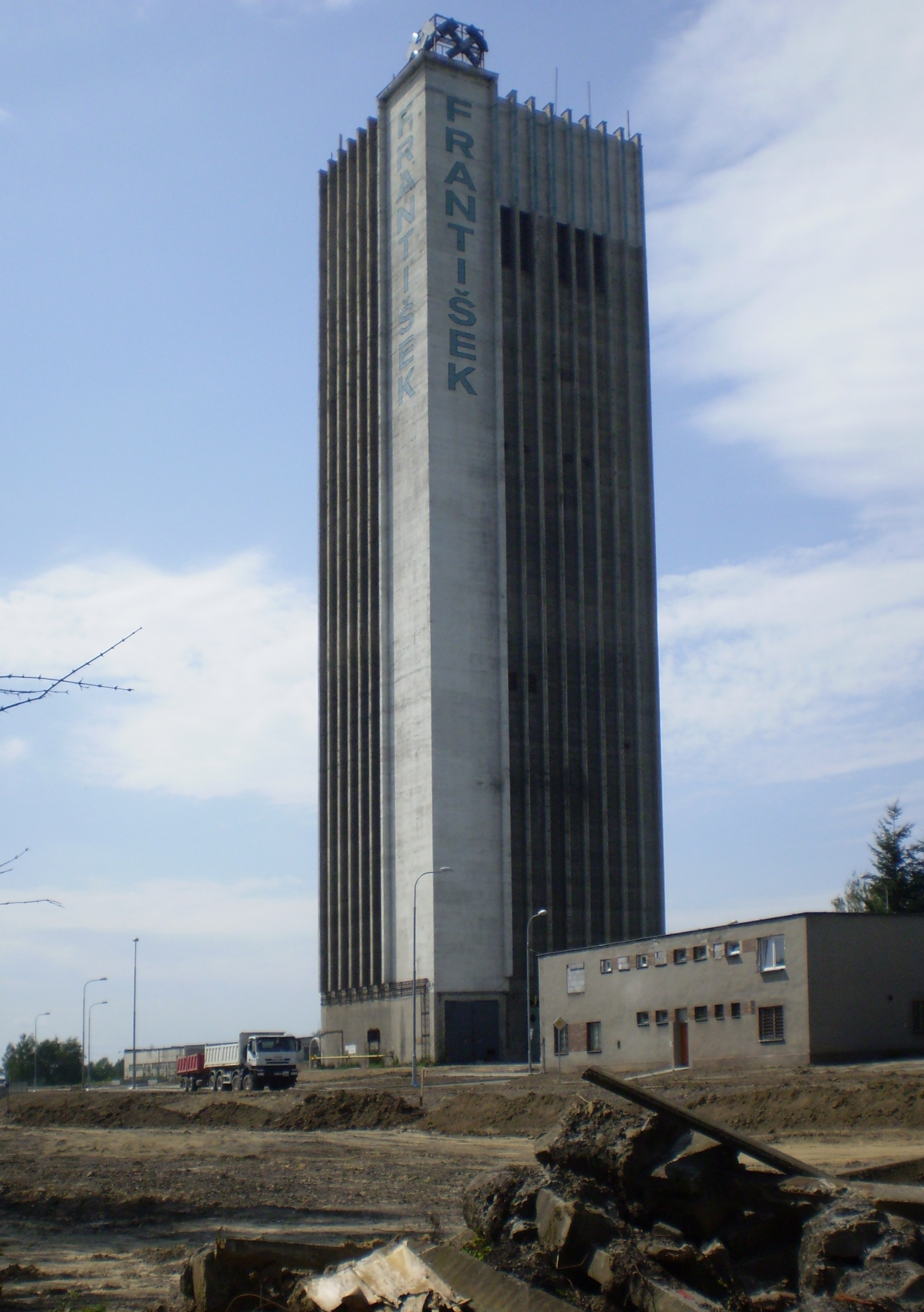
Wieża szybowa kopalni Franciszek, dominanta wsi zbudowana w latach 80.

Kopalnia Franciszek zwiększała ilość wydobywanego węgla, na który było wielkie zapotrzebowanie w zniszczonym wojną państwie. Jej nazwa jednak zbyt przypominała arystokratycznego patrona, dlatego już w 1946 zmieniona została na Klement Gottwald, a rok później – Prezydent Klement Gottwald (w 1990 powrócono do historycznej nazwy). Szybki wzrost wydobycia pociągnął za sobą też wzrost zatrudnienia, a tym samym mieszkańców Suchej Górnej, dla których powstały nowe domy. W latach 1952–1958 w kopalni pracowali również więźniowie polityczni w ramach tzw. Pomocowych Batalionów Technicznych. Dzięki nim w 1954 po raz pierwszy przekroczono granicę miliona ton.
W wyniku ciągłego niedostatku węgla w 1957 otwarto w pobliżu wsi kolejną kopalnię – Sucha-Stonawa (później 9 Maj). W latach 60. liczba zatrudnionych we Franciszku osiągnęła szczyt: w wydobycie było zaangażowanych 3600 osób, z czego bezpośrednio na dole pracowało 2600. Po elektryfikacji i całościowej modernizacji kopalni liczbę pracowników obniżono, przy czym wyniki wydobycia pozostawały na tym samym poziomie. W latach 80. wyrosła nowa dominanta Suchej – żelbetowa wieża szybowa.
W 1957 powstało polskie i czeskie przedszkole; w tym samym roku doszło do budowy nowej dwutorowej linii kolejowej z Czeskiego Cieszyna do Ostrawy–Witkowic. Dwa lata później otwarto dom kultury kopalni Franciszek. W roku 1961 oddano do użytku nową szkołę podstawową na ul. Cierlickiej, która funkcjonuje do dziś. Zasadnicze zmiany nastąpiły w 1975, kiedy Sucha Górna straciła swoją niezależność, będąc przyłączoną jako szósta dzielnica do „pierwszego socjalistycznego miasta Czechosłowacji” – Hawierzowa. W 1982 powstało osiedle bloków „Chrost”, a później centrum handlowe i dom przedpogrzebowy na cmentarzu.

## Po roku 1989

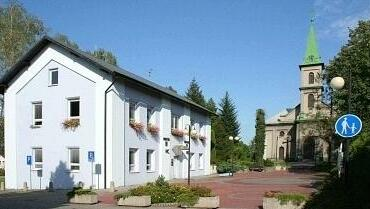
Centrum Suchej Górnej: po lewej ratusz, po prawej kościół św. Józefa

Wkrótce po aksamitnej rewolucji, na początku 1990, odbyło się w Suchej referendum. 56% z 4385 głosujących opowiedziało się za ponownym usamodzielnieniem miejscowości. Pierwsze akcje inwestycyjne były pokierowane do szkolnictwa: w 1992 przybudowano jadalnię do szkoły podstawowej na ul. Cierlickiej, w latach 1995–1996 miał miejsce remont „starej szkoły” (dziś komisariat policji), a w 1997 rozbudowano podstawówkę o dodatkowe piętro.
W latach 90. powoli zaczęła spadać ilość wydobywanego węgla. Działalność kopalni była stopniowo ograniczana, a w 1999 definitywnie zakończona. Doszło do zasypania szybów i rozbiórki kopalnianych zabudowań. W 1991 miała miejsce gazyfikacja wsi i powstały nowe kolektory kanalizacyjne. W 1995 otwarto dom opieki, a w 2004 nową halę sportową. W ciągu ostatniej dekady XX wieku postawiono też nową siedzibę poczty, a w niezamieszkanej części wsi – składowisko.
W 2007 doszło do budowy nowych pomieszczeń na poddaszu „żółtej szkoły”. Odtąd przedszkole i szkoła podstawowa z polskim językiem wykładowym znajdują się w jednym budynku. W tym samym roku zrewitalizowano dworzec kolejowy, a rok później – osiedle Chrost i infrastrukturę cmentarza. Jednocześnie miały miejsce kolejne inwestycje, zwłaszcza w strefie przemysłowej na dawnym Franciszku, tak samo zaczyna się remontować mosty, które nie spełniały norm technicznych. Remont przeszło boisko piłkarskie przy szkole podstawowej na ul. Cierlickiej.